# 비폭력
비폭력(非暴力)은 체제 변혁 이념 중 하나이며, 온건파에서 억압받고 있는 민중들이 정치 체제의 변혁을 추구함에 있어서 혁명에 의해 폭력으로 통치자를 이길 것이 아니라, 탄압되어도 결코 굴하지 않고 비폭력으로 변화의 필요성을 주장하는 것을 말한다.
비폭력은 어떠한 상황에서도 다른 사람에게 해를 끼치지 않는 개인적인 실천이다. 이는 결과를 얻기 위해 사람, 동물 및 환경에 해를 끼치는 것이 불필요하다는 믿음에서 비롯될 수 있으며 폭력을 금하는 일반적인 철학을 의미할 수도 있다. 그것은 도덕적, 종교적 또는 영적인 원칙에 기초할 수도 있고, 그 이유는 전략적이거나 실용적인 것일 수도 있다. 두 가지 유형의 비폭력 접근 방식을 구별하지 못하면 개념의 의미와 효과가 왜곡되어 청중 사이에 혼란을 초래할 수 있다. 원칙에 입각한 비폭력 접근 방식과 실용적인 비폭력 접근 방식 모두 비폭력을 옹호하지만 서로 다른 동기, 목표, 철학 및 기술을 가질 수 있다. 그러나 두 접근 방식 사이의 모범 사례에 대해 토론하기보다는 둘 다 폭력을 사용하고 싶지 않은 사람들을 위한 대안 경로를 나타낼 수 있다.
비폭력에는 신자들이 일반적으로 정치적, 사회 변천을 달성하기 위한 수단으로 비폭력의 필요성을 받아들인다는 점에서 "적극적" 또는 "행동주의적" 요소가 있다. 따라서 예를 들어 톨스토이안과 간디주의의 비폭력은 폭력의 사용을 거부하는 사회 변화를 위한 철학이자 전략이지만, 동시에 비폭력 행동(시민 저항이라고도 함)을 억압이나 무장을 수동적으로 받아들이는 것에 대한 대안으로 간주한다.
현대에 와서 비폭력적인 방법은 사회적 항의와 혁명적인 사회, 정치적 변화를 위한 강력한 도구가 되어 왔다. 그 사용에 대한 많은 예가 있다. 시민 저항, 비폭력 저항, 비폭력 혁명 항목에서 더 자세한 조사를 찾을 수 있다. 특히 비폭력 철학의 영향을 받은 특정 운동에는 인도 독립을 위한 수십 년에 걸친 성공적인 비폭력 투쟁의 마하트마 간디 지도력, 마틴 루터 킹 주니어와 제임스 베벨의 민권 획득 캠페인에 간디의 비폭력 방법을 채택한 것이 포함된다. 아프리카계 미국인을 위한 캠페인, 그리고 1960년대 캘리포니아에서 멕시코 농장 노동자들의 처우에 항의하는 세자르 차베스의 비폭력 캠페인이 있었다. 1989년 체코슬로바키아에서 공산당 정부가 전복된 "벨벳 혁명"은 1989년 비폭력 혁명 중 가장 중요한 혁명 중 하나로 간주된다.

## 같이 보기
- 기독교 평화주의
- 기사도
- 반전 운동
- 병역 기피
- 아힘사
- 녹색당
- 녹색정치
- 비살생
- 비폭력대화
- 비폭력 저항
- 사티아그라하
- 평화
- 평화 운동
- 평화주의